# Баб'якове
Баб'якове (рос. Бабяково) — село у Новоусманському районі Воронезької області Російської Федерації.
Населення становить 2678 осіб (2010). Входить до складу муніципального утворення Баб'яковське сільське поселення.

## Історія
Населений пункт розташований у історичному регіоні Чорнозем'я. Від 1929 року належить до Новоусманського району, спочатку в складі Центрально-Чорноземної області, а від 1934 року — Воронезької області.
Згідно із законом від 15 жовтня 2004 року входить до складу муніципального утворення Баб'яковське сільське поселення.

## Населення
| 2008 | 2010  |
| ---- | ----- |
| 2607 | ↗2678 |